# Рыцарь Фицгиббон

Герб. Иллюстрация 1885 года.

Белый рыцарь (англ. White Knight) — один из трех наследственных рыцарских родов в Ирландии, существовавший со средних веков. Титул белого рыцаря носила семья Фицгиббон, происходившая из династии Фицджеральдов. Двумя другими рыцарскими родами были: Рыцарь Глин (также известен как Черный Рыцарь) и Рыцарь Керри (также известен как Зелёный Рыцарь).

## История
Первым Белым рыцарем был Морис Фицгиббон, сын сэра Гилберта Фиц-Джона, старшего незаконнорожденного сына Джона Фицджеральда, 1-го барона Десмонда (убит в 1261 году), и Хоноры О’Коннор, дочери Хью О’Коннора из графства Керри, родственника короля Коннахта Фэлима Уа Конхобайра.

## Белый Рыцарь
Титул перешел от отца к сыну почти триста лет.
- Морис Фицгиббон, 1-й Белый рыцарь (ум. 1357), сын сэра Гилберта Фиц-Джон и внук Джона Фицджеральда, 1-го барона Десмонда
- Дэвид Фицгиббон, 2-й Белый рыцарь, сын предыдущего
- Джон Фицгиббон, 3-й Белый рыцарь, сын предыдущего
- Морис Фицгиббон, 4-й Белый рыцарь (ум. 1419), сын предыдущего
- Джон Фицгиббон, 5-й Белый рыцарь, сын предыдущего
- Морис Мор Фицгиббон, 6-й Белый рыцарь (ум. 1496), сын предыдущего
- Морис Ог Фицгиббон, 7-й Белый рыцарь (ум. 1530), сын предыдущего
- Морис Фицгиббон, 8-й Белый рыцарь (ум. 1543), сын предыдущего
- Джон Фицгиббон, 9-й Белый рыцарь (ум. 1569), сын предыдущего
- Джон Ог Фицгиббон, 10-й Белый Рыцарь (ум. 1569), сын сэра Джона Фицгиббона и внук Мориса Мора Фицгиббона, 6-го Белого рыцаря
- Эдмунд Фицгиббон, 11-й Белый рыцарь (ок. 1552 — 23 апреля 1608), старший сын предыдущего
- Морис Ог Фицгиббон, 12-я Белый рыцарь (ок. 1597 − 30 мая 1611), единственный сын Мориса Фицгиббона (ум. 1608) и достопочтенной Джоан Батлер, внук Эдмунда Фицгиббона, 11-го Белого рыцаря.

Маргарет Фицгиббон (1602—1666), была внучкой Эдмунда Фицгиббона, 11-го Белого рыцаря, и младшей сестрой Мориса Ога Фицгиббона, 12-го Белого рыцаря. Она вышла замуж за сэра Уильяма Фентона (умер в 1667). у них было двое детей: Морис Фентон (1622—1664), в 1661 году ставший 1-м баронетом Фентоном из Митчелстауна, и дочь Кэтрин Фентон (ум. 1669), ставшая женой Джона Кинга, 1-го барона Кингстона (ум. 1676). Через Кэтрин замок Митчелстаун перешел к семье Кинг, позднее графам Кингстон.